# Louis Strebler
Louis Strebler (n. 2 februarie 1881, Saint Louis, Missouri, SUA – d. 31 decembrie 1962, Saint Louis, Missouri, SUA) a fost un luptător ce a reprezentat Statele Unite ale Americii, medaliat olimpic. A participat la o ediție a Jocurilor Olimpice (1904) în care a câștigat o medalie de bronz.

## Participări
Lista de mai jos prezintă principalele competiții la care a participat Louis Strebler de-a lungul carierei.
- wrestling at the 1904 Summer Olympics – men's freestyle bantamweight[*]